# Dialetti della lingua tedesca
I dialetti della lingua tedesca si dividono in due gruppi fondamentali:
1. dialetti derivati dall'alto-tedesco antico (Althochdeutsch) che nel corso del VI secolo hanno subito la seconda rotazione consonantica;
2. altri dialetti derivati dalle lingue germaniche che non hanno partecipato al fenomeno linguistico di cui sopra o vi hanno partecipato solo in parte e genericamente definiti "basso-tedesco" (Niederdeutsch).

## Dialetti derivati dall'alto-tedesco antico

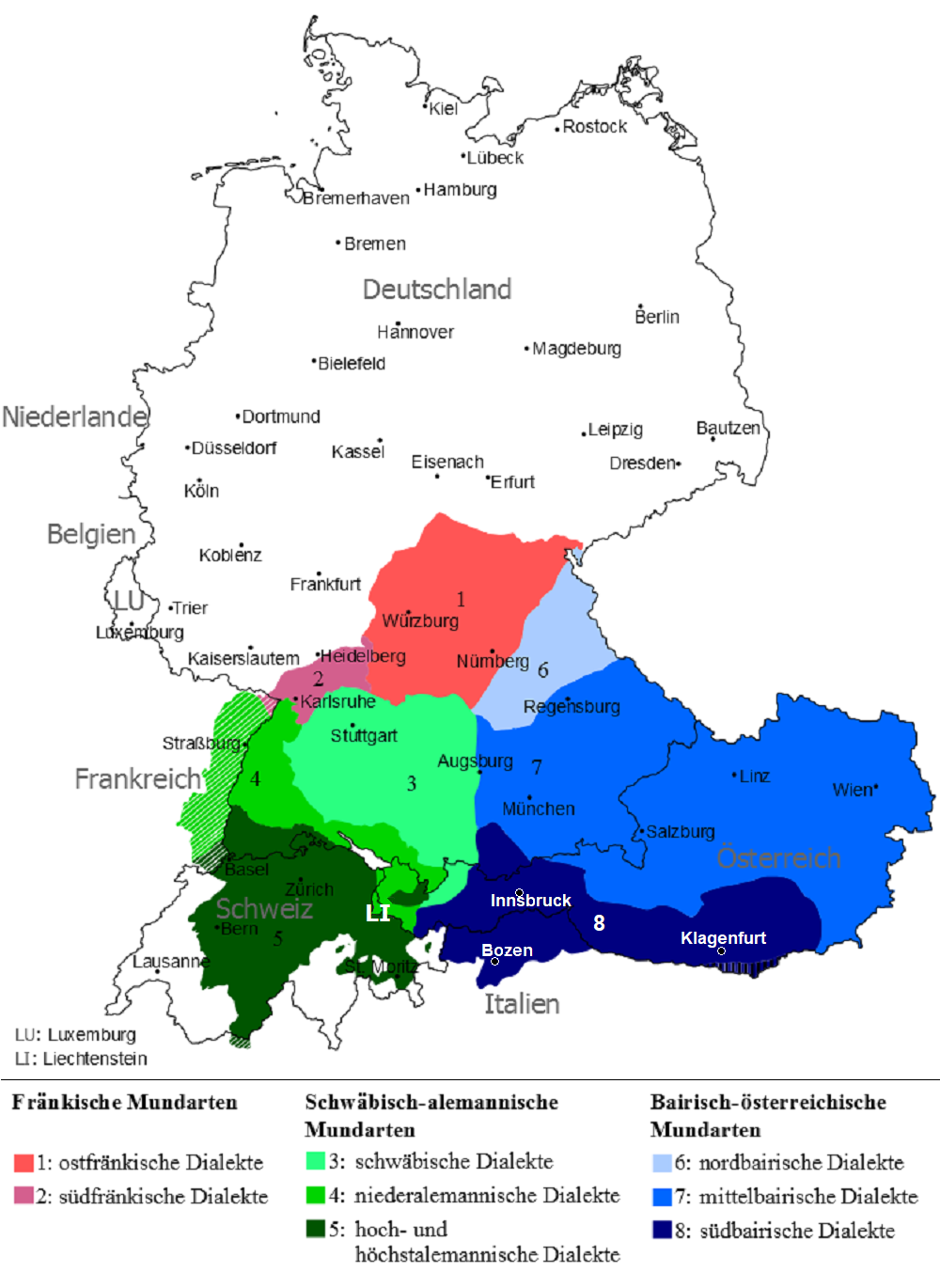
I dialetti del tedesco superiore

### Tedesco superiore (Oberdeutsch)
1. bavarese (Bairisch)
  - bavarese settentrionale (Nordbairisch o Oberpfälzerisch).
  - bavarese centrale o danubiano (Mittelbairisch o Donaubairisch).
    - salisburghese (Salzburgisch), parlato a Salisburgo

  - bavarese meridionale (Südbairisch) parlato anche dalla comunità tedescofona dell'Alto Adige, dove presenta la particolarità di includere alcuni termini propri del lessico italiano.
2. svevo-alemanno (Schwäbisch-Alemannisch)
  - dialetto svevo (Schwäbisch).
  - basso alemanno (Niederalemannisch).
  - alemanno centrale (Mittelalemannisch).
  - alto alemanno (Hochalemannisch) in Svizzera.
  - altissimo alemanno (Höchstalemannisch).
  - alsaziano (Elsässisch), parlato in Alsazia (Francia).
3. francone orientale (Ostfränkisch) è parlato in Baviera settentrionale. Se ne distinguono alcune varianti.
4. francone meridionale  è parlato in Germania e Francia

In Svizzera si parlano diverse varianti dialettali del tedesco superiore; infatti mentre la lingua scritta è di solito il tedesco standard, nella lingua parlata si usa spesso una variante dialettale nota come svizzero-tedesco (Schweizerdeutsch).
Gruppi di parlanti dialetti del tedesco superiore si trovano anche in Brasile e in Venezuela.

### Tedesco centrale (o mediano,Mitteldeutsch)

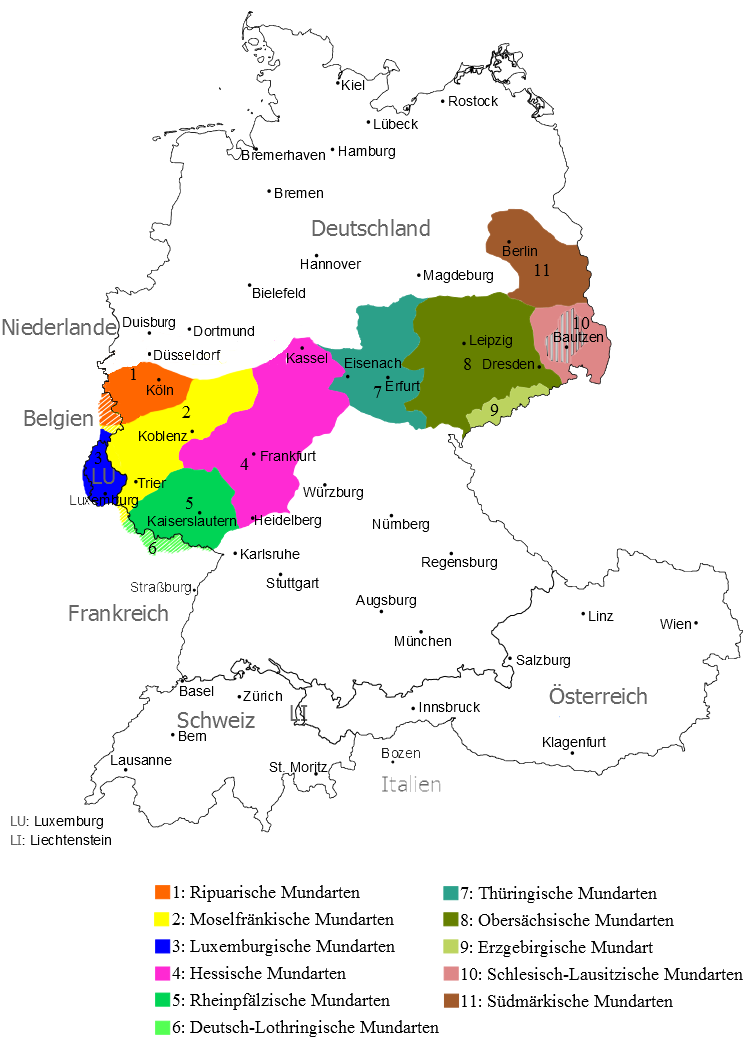
I dialetti del tedesco centrale

1. tedesco centrale occidentale (Westmitteldeutsch)
  - francone centrale (Mittelfränkisch)
    - ripuario (Ripuarisch o Ripuarisch-Fränkisch).
 Suddivisione dell'insieme (esclusivamente aree linguistiche):
      - Nördliche Eifel
      - Mittleres Erft- und Rurgebiet
      - Aachener Land
      - Bergisches Land
      - Ripuarisch-niederfränkisches Übergangsgebiet ohne nordbergischen Raum
      - Nordbergischer Raum

    - mosellano (Moselfränkisch).
 dialetti (nella selezione):
      - Siegerländer Platt
      - Wäller Platt

    - lussemburghese (Luxemburgisch, o Letzebuergesch, lingua nazionale del Lussemburgo).

  - francone del Reno (Rheinfränkisch)
    - Ostlothringisch
    - francone renano meridionale
    - Nordpfälzisch
    - palatino occidentale
    - palatino orientale
    - assiano meridionale (Südhessisch)
    - Saarbrückisch

  - assiano centrale (Mittelhessisch)
  - assiano settentrionale (Nordhessisch)
  - assiano orientale (Osthessisch)
2. tedesco centrale orientale (Ostmitteldeutsch)
  - turingio (Thüringisch), parlato in Turingia, in Sassonia, nella Sassonia-Anhalt sudoccidentale e in Assia.
  - alto-sassone (Obersächsisch), parlato in Sassonia, Sassonia-Anhalt, Brandeburgo e Bassa Sassonia. Tra le varianti il Meißnisch (Nord-, Nordost-, West-, Süd- e Südostmeißnisch), e l'Ost- e Westerzgebirgisch
  - Nordobersächsisch
  - Südmärkisch
  - slesiano (Schlesisch)
  - alto-prussiano (Hochpreußisch), storicamente parlato in Prussia Orientale ed oggi quasi estinto
  - vilamoviano, in Polonia.

Il Paraná-Wolga-Deutsch viene parlato in Brasile e in Argentina. 
L'Unserdeutsch è una lingua creola basata sul tedesco centrale orientale, parlata da un ristretto numero di persone in Papua Nuova Guinea e quasi estinta.

## Dialetti del basso-tedesco
1. Nördliches Niederdeutsch
  - Nederlands Nedersaksisch
  - Westniederdeutsch
  - basso-sassone settentrionale (Nordniedersächsisch)
  - brandeburghese (Brandenburgisch)
  - meclemburghese-pomerano occidentale  (Mecklenburgisch-Vorpommersch)
  - pomerano orientale (Ostpommersch; variante parlata anche in Brasile da immigrati tedeschi)
  - basso-prussiano (Niederpreußisch)
2. Südliches Niederdeutsch
  - ostfalico (Ostfälisch)
  - westfalico (Westfälisch)